# ヤン・ジヌ
ヤン・ジヌ（양진우, Yang Jin-woo, 1979年9月3日 - ）は韓国の俳優。
身長179cm。血液型O型。クイーンズランド工科大学卒業。

## 略歴
2002年、SBSで放送されたドラマ『大望』でデビュー。

## 出演

### テレビドラマ
- 大望 (2002年)
- マジック（2004年）
- ヤ・ク・ソ・ク（2005年 TBS）
- 変わった女、変わった男（2005年）
- ロマンスハンター（2007年）
- 恋愛コンサルタント〜あなたも恋がしたくなる〜（2010年）
- 逆転の女王（2010年）
- マイダス（2011年）
- 未練（2011年）
- 狂炎ソナタ（2011年）
- I LOVE イ・テリ（2012年）
- 頑張って、ミスター・キム!（2012年）

### 映画
- 黄山ヶ原 (2003年)
- 逹磨よ、ソウルに行こう! (2004年)
- 同い年の家庭教師2（2007年）
- 青い自転車（2007年）
- 伝説の故郷（2007年）
- セブンデイズ (2007年)
- あなたが眠っている間に (2008年)
- 今度の日曜日に (2009年)